# Frank Cordell
Frank Cordell (* 1. Juni 1918 in Kingston upon Thames, Surrey; † 6. Juli 1980 in Hastings, East Sussex) war ein britischer Komponist und Dirigent. Er schuf einige musikalische Werke für das britische Kino der 1950er, 1960er und 1970er Jahre. Darunter Kompositionen für Filme wie Der Luxus Käpt’n, Wir warten in Ashiya, Moskito-Bomber greifen an, Khartoum – Aufstand am Nil oder Cromwell – Krieg dem König.

## Leben und Karriere
Frank Cordell wurde 1918 in Kingston upon Thames geboren. Mit 17 Jahren gewann Cordell einen Londoner Wettbewerb als vielversprechender Jazz-Pianist. Während seiner Zeit in der Royal Air Force von 1940 bis 1946 erwarb er seine Fähigkeiten als Arrangeur und Dirigent, in dieser Zeit arbeitete er als musikalischer Leiter des Air Force Radios. Seit 1952 schrieb Cordell auch Filmmusik. Er komponierte die Musik für Filme wie Der Luxus Käpt’n, Der Rebell, Wir warten in Ashiya, Khartoum – Aufstand am Nil, Moskito-Bomber greifen an, Mein Freund, der Otter, Hellboats – Grüße aus der Hölle oder für den Thriller Selbstjustiz. 1971 wurde er für seine Komposition zum Historienfilm Cromwell – Krieg dem König von Regisseur Ken Hughes mit einer Oscar-Nominierung geehrt.
1947 hatte Cordell die Künstlerin Magda Lustigova (später Magda Cordell McHale) geheiratet. Frank Cordell verstarb am 6. Juli 1980 62-jährig in Hastings in der Grafschaft East Sussex.

## Auszeichnungen
- 1971: Oscar-Nominierung in der Kategorie Beste Filmmusik (Original Score) bei der Verleihung 1971 für Cromwell – Krieg dem König
- 1971: Golden-Globe-Award-Nominierung in der Kategorie Beste Filmmusik (Original Score) bei der Verleihung 1971 für Cromwell – Krieg dem König

## Filmografie (Auswahl)

### Kino
- 1952: The Voice of Merrill
- 1953: The Steel Key
- 1959: Der Luxus Käpt’n (The Captain's Table)
- 1961: Der Rebell (The Rebel)
- 1964: Wir warten in Ashiya (Flight from Ashiya)
- 1964: The Bargee
- 1964: Never Put It in Writing
- 1966: Khartoum – Aufstand am Nil (Khartoum)
- 1969: Moskito-Bomber greifen an (Mosquito Squadron)
- 1969: Mein Freund, der Otter (Ring of Bright Water)
- 1970: Hellboats – Grüße aus der Hölle (Hell Boats)
- 1970: Cromwell – Krieg dem König (Cromwell)
- 1976: Selbstjustiz (Trial by Combat)
- 1976: God Told Me To

### Fernsehen
- 1961: Survival (Fernsehdokumentarserie)
- 1965–1966: Court Martial (Fernsehserie, 14 Episoden)
- 1968: Im Dschungel der Spionage (Danger Has Two Faces) (Fernsehfilm)
- 1971: The World of Survival (Fernsehdokumentarserie)

### Kurzfilme oder Dokumentarfilme
- 1955: Man of Action (Kurzfilm)
- 1957: Pan-tele-tron (Kurzfilm)
- 1959: First on the Road (Kurzfilm)
- 1968: Project Z (Kurzfilm)
- 1975: The Year of the Wildebeest (Dokumentarfilm)